# Bolanusoides tuahangata
Bolanusoides tuahangata är en insektsart som beskrevs av Irena Dworakowska 1993. Bolanusoides tuahangata ingår i släktet Bolanusoides och familjen dvärgstritar. Inga underarter finns listade i Catalogue of Life.